# Adolph Kummer

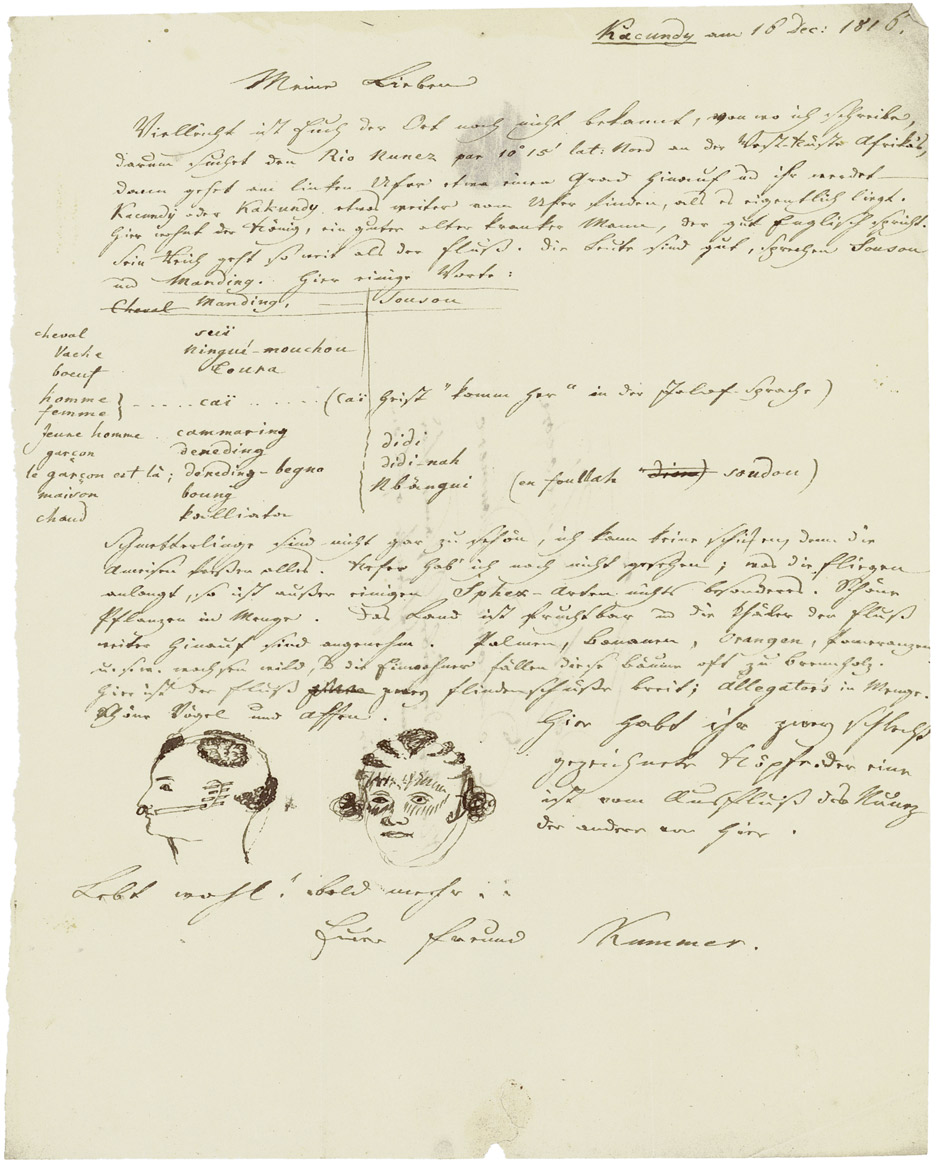
Adolph Kummer, Brief aus Westafrika 1816

Gottlob (oder Georg) Adolph Kummer (1786 in Ortrand; gest. 1817 in Rapuka bei Kakundy am Fleckfieber) war ein deutscher Naturforscher.

## Leben
Kummer war Sohn des Theodor Gotthelf Kummer (1740–1806), der Regimentschirurg (Feldscher) war, und der Erdmuthe Kummer, geb. Müller, älteste Tochter des Kurfürstlich Sächsischen Garderobenschneiders in Dresden. Kummer war Bruder des sächsischen Münzbeamten und Freundes von Caspar David Friedrich (1774–1840) Friedrich Gotthelf Kummer (1782–1854) und des Globenherstellers Karl Wilhelm Kummer.
Er studierte ab 1807 in Leipzig Medizin und erhielt ein Stipendium an der Pariser Universität. Nach seiner Ausbildung war er noch immer von den Gedanken beseelt, eine Reise in das Innere Afrikas zu unternehmen. 1815 gelang es ihm, als Geograph und Naturforscher einer Expedition zugeteilt zu werden, welche Frankreich ausrüstete, um seine ehemaligen Besitzungen am Senegal wiederzuerlangen. Dabei erlebte er 1816 den furchtbaren Schiffbruch der Fregatte „Le Meduse“ beim Cap d’Arguin, welches der Maler Théodore Géricault zu dem Gemälde Das Floß der Medusa, das sich im Pariser Louvre (Louvre/Paris, Inv. 4884) befindet, in Öl malte. Das Unglück, welches nur 15 von etwa 150 Personen überlebten, erregte seinerzeit großes Aufsehen. Kummer war es gelungen die einzige Schaluppe zu erreichen, welche dem Unglück entrann. Die Arguin-Sandbank, wo die Fregatte mit 400 Menschen strandete, gilt als eine der gefährlichsten Stellen an der westafrikanischen Küste. Beim Wasserholen fiel er in die Hände der Traza-Mauren und wurde viel später an der Mündung des Senegal von ihnen losgekauft. Durch den Freikauf konnte er sich einer englischen wissenschaftlichen Expedition anschließen, deren Ziel eine Durchquerung Afrikas bis zur Goldküste war und zugleich die Erforschung des Landesinneren. Dieses Unternehmen scheiterte jedoch insbesondere am Fleckfieber, dem nacheinander alle Teilnehmer der Expedition einschließlich Kummer erlagen. Der abgebildete Brief ist eines seiner letzten Lebenszeichen.